# Ali Saidi-Sief
Ali Saidi-Sief (Argelia, 15 de marzo de 1978) es un atleta argelino retirado, especializado en la prueba de 5000 m en la que llegó a ser subcampeón olímpico en 2000.

## Carrera deportiva
En los JJ. OO. de Sídney 2000 ganó la medalla de plata en los 5000 metros, con un tiempo de 13:36.20 segundos, llegando a la meta tras el etíope Million Wolde y por delante del marroquí Brahim Lahlafi (bronce).